# 妙高杉ノ原スキー場

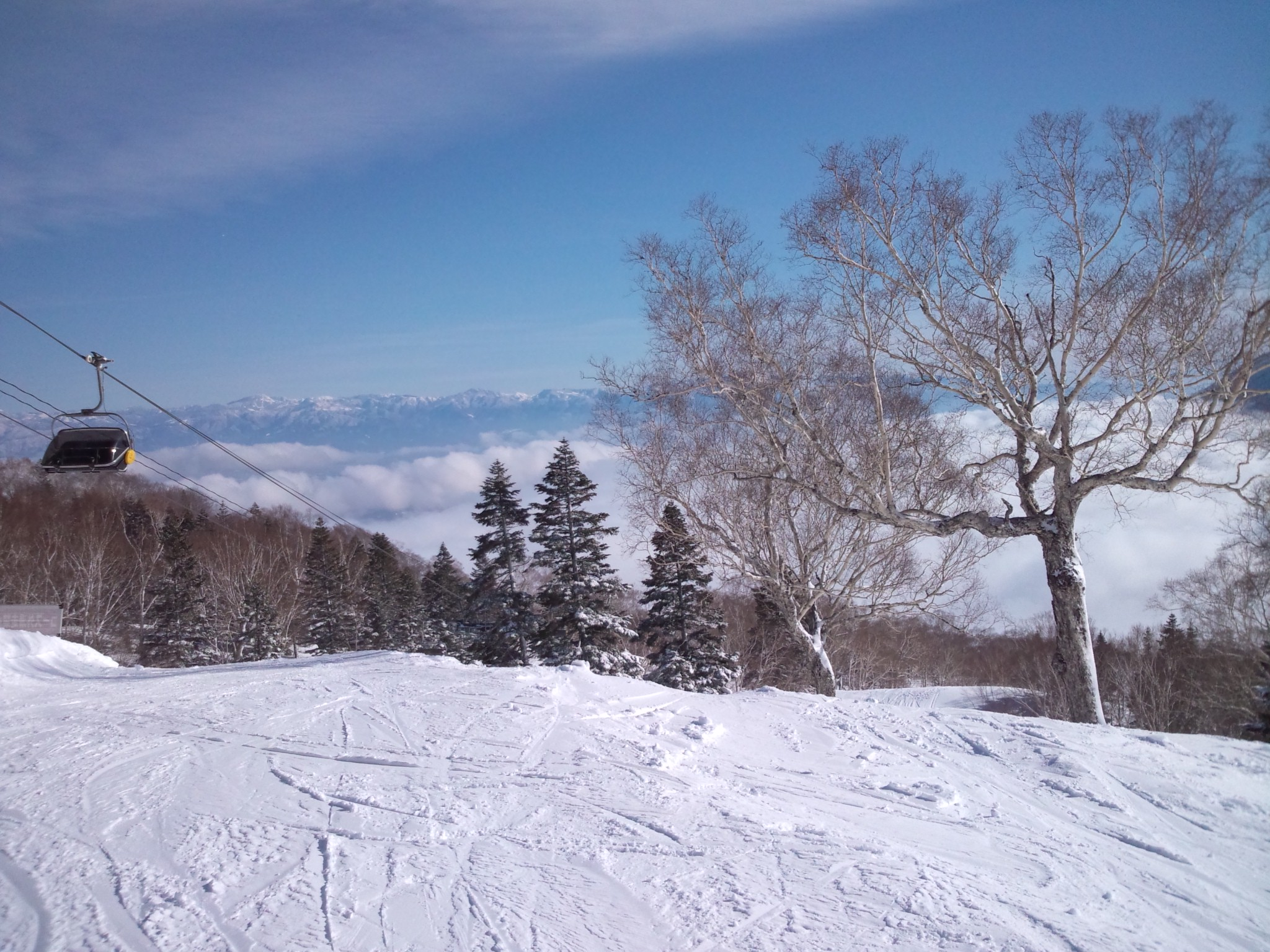
山頂付近

妙高杉ノ原スキー場（みょうこうすぎのはらスキーじょう）は、新潟県の妙高市杉野沢にあるスキー場。株式会社西武・プリンスホテルズワールドワイドが運営している。

## 概要
- 妙高山の山麓に広がる広大なスキー場である。ゲレンデは大きく杉ノ原ゾーンと三田原ゾーンに分かれ、上部と下部で連結している。杉ノ原ゾーンは3000 mを超えるゴンドラを使ったロング滑走が楽しめる。三田原ゾーンも長めのフード付きクワッドリフトを使ったロング滑走ができるほか、幅300 mにもおよぶ一枚バーンがある。
- 標高差は1124 mあり、最長滑走距離も8500 mというロング滑走ができるのが特徴である。
- ゲレンデからは、正面に野尻湖や斑尾山、志賀高原、菅平高原が見える他、遠くには谷川連峰や八ヶ岳、富士山までも望むことができる。

## コース

### 杉ノ原ゾーン
- A1 白樺コース(初級)
- C1 ブナの木コースR(初級)
- B1 ファミリーRコース(初級)
- A3 ジャイアントコース(中級)
- A5 ダウンヒルコース(中級)
- A4 しなの木コース(中級)
- D2 パーク連絡(初級)
- D3 三田原連絡ビギナーライン(初級)

### 三田原ゾーン
- D1 パノラマゲレンデ上部(初級)

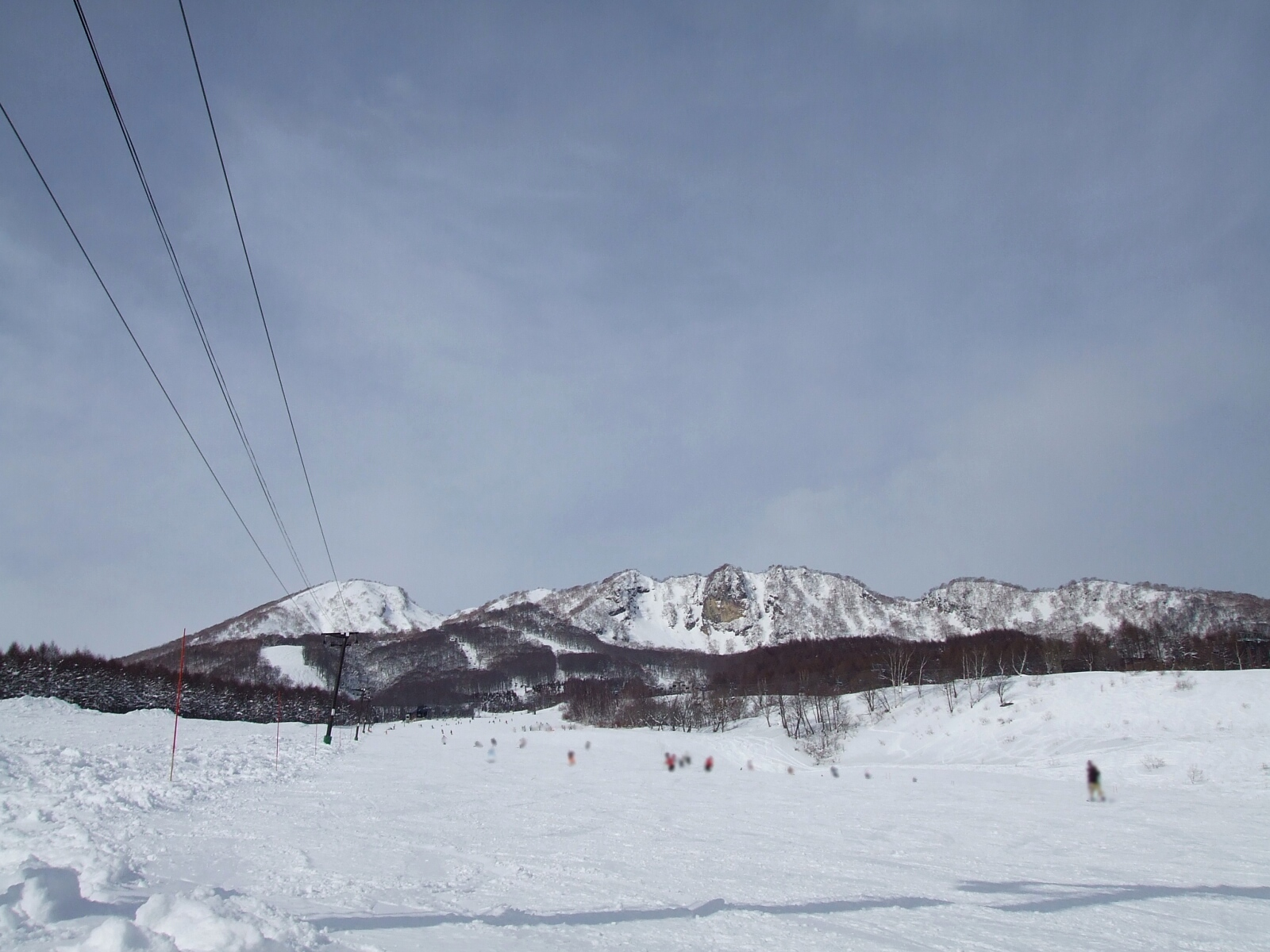
パノラマゲレンデ

- D4,D5 ダイナミックコースA(上部)B(下部)(中級)
- E1 しゃくなげコース(中級)
- E2 スーパージャイアントコース(上級)
- E3 スーパーモーグルコース(上級)
- B2 パノラマゲレンデ下部(初級)
- A2 杉ノ原連絡コース(初級)

## 施設

### スキーセンター
- レストハウス - リフト券売り場・更衣室・トイレ・コインロッカー・無料休憩所・レストラン
- センターエリア - リフト券売り場・更衣室・トイレ・コインロッカー・スクール・レンタル・売店・無料休憩所・レストラン・バス停

### 駐車場
杉ノ原ゴンドラ山麓駅付近に駐車場がある。2021年現在は平日・シーズン終盤無料、土日休日年末年始有料（普通車500円）。

## 索道
- A 杉ノ原ゴンドラ
  - 延長3,074 m。1997年（平成9年）12月4日に運輸開始[3]。
- B 杉ノ原第1ロマンスリフト
  - 延長1,047 m。1981年（昭和56年）12月19日に運輸開始[4]。
- C 杉ノ原第2ロマンスリフト
  - 延長856 m。1976年（昭和51年）12月21日に運輸開始[5]。
- 三田原第1高速リフト（休止中）
  - 延長2,159 m。1987年（昭和62年）12月12日に運輸開始[5]。
- 三田原第1ロマンスリフト（休止中）
  - 延長894 m。1991年（平成3年）12月31日に運輸開始[5]。
- D 三田原第2高速リフト
  - 延長1,774 m。1988年（昭和63年）12月18日に運輸開始[5]。
- E 三田原第3高速リフト
  - 延長1,726 m。1991年（平成3年）12月31日に運輸開始[5]。

## 歴史
- 1964年（昭和39年） - 泰生観光株式会社により妙高国際スキー場(現在の三田原ゾーン)開設[6]。
- 1966年（昭和41年） - 泰生観光株式会社が倒産、経営が国土計画に移る。
- 1976年（昭和51年） - 12月、国土計画により杉ノ原スキー場(現在の杉ノ原ゾーン)が部分開業[6]。当初はリフト1基のみで上部での連結はなかった[7]。
- 1979年（昭和54年） - 12月、杉ノ原スキー場全面開業[6]。
- 2009年（平成21年） - 2009-2010シーズンから三田原第1高速リフトが休止された。[要出典]
- 2015年（平成27年） - 2015-2016シーズンから、三田原連絡ビギナーラインを開設。[要出典]
- 2021年（令和3年） - 2021-2022シーズンから、リフト・コース名に英字・数字が振られるようになり、一部コース名称も変更になった[注 1][出典無効]。

## アクセス
杉野沢温泉#アクセスを参照。温泉のある民宿街からスキー場の玄関口となるゴンドラ山麓駅までは1 kmほど離れているが、民宿街とゲレンデを結ぶ1回乗車無料のリフトがあり、アクセス手段として案内されている。